# Stazione di Rignano Flaminio
La stazione di Rignano Flaminio è una stazione della ferrovia Roma-Civita Castellana-Viterbo.
Si trova a Rignano Flaminio, nella città metropolitana di Roma Capitale.
Dal 1º luglio 2022 è gestita da ASTRAL.

## Strutture e impianti
La stazione dispone di 2 binari, ognuno servito da una banchina scoperta. Uno dei binari termina tronco appena dopo la stazione. Il fabbricato viaggiatori principale è un edificio a 3 livelli: l'ingresso è al pian terreno, mentre per accedere ai binari è necessario salire al primo piano, poiché la stazione si trova in posizione più elevata rispetto alla Via Fallisca. La stazione ospita un bar a livello strada. Sono presenti altri due piccoli fabbricati, ora in disuso.

## Movimento
La stazione è servita dai treni regionali svolti da Cotral nell'ambito del contratto di servizio con la regione Lazio.